# Peter Brandes

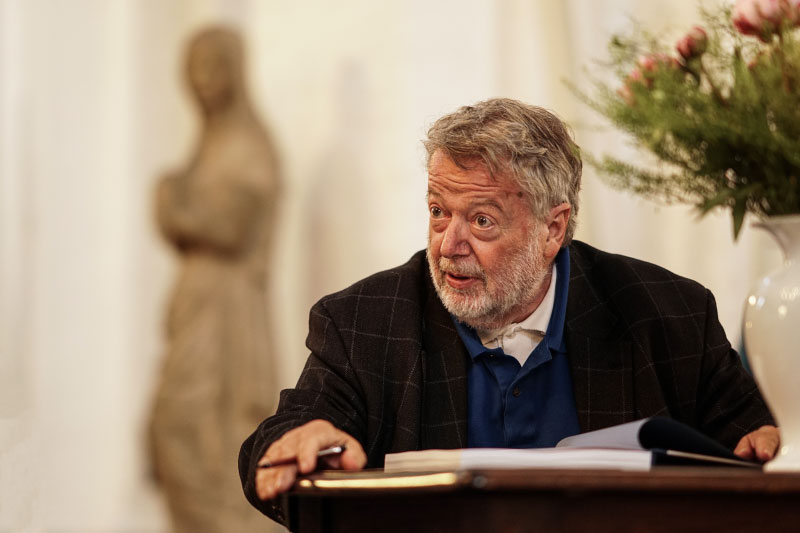
Peter Brandes v Aarhusu 2020

Peter Brandes (5. března 1944 Assens – 4. ledna 2025) byl dánský malíř, sochař, keramik a fotograf.

## Životopis
Brandesovo umění je abstraktní a často v hnědých barvách. Jako umělec prorazil na začátku 80. let. Mimo jiné vytvořil umělecká díla v katedrále v Roskilde a mozaikových oknech (barevné sklo) v kostele v Nordkapu a kostele Village of Hope jižně od Los Angeles. V roce 1998 vytvořil obrovské sklenice, které jsou nainstalovány poblíž hlavního nádraží Roskilde.
Brandes byl samouk a jeho umění bylo inspirováno tématy z křesťanství. Jeho umění inspirovala i starověká řecká mytologie. Brandes ilustroval řadu knih, například Homérovu Iliadu. Velká část Brandesových keramických děl je inspirována starověkým řeckým uměním a mytologií.
Brades žil v Colombes u Paříže spolu se svou manželkou a také malířkou Majou Lise Engelhardtovou.

## Zastoupení ve sbírkách
- Státní muzeum umění
- ARoS Aarhus Kunstmuseum
- Nová glyptotéka Carlsbergu
- Dánské muzeum umění a designu
- Kunstmuseum Vejle
- Kunstmuseum Trapholt
- Nordjyllands Kunstmuseum
- Horsens Kunstmuseum
- Randers Kunstmuseum
- Sønderjyllands Kunstmuseum
- Muzeum Skovgaard[7]
- Fyns Kunstmuseum
- Danmarks Keramikmuseum – Grimmerhus
- Univerzita Cornerstone, kaple